# Кошки под дождём
«Кошки под дождём» — российский короткометражный рисованный мультипликационный фильм, выпущенный в 2001 году режиссёром Алексеем Дёминым. Фильм снят по песенке и рисункам Софьи Милькиной.

## Создатели
- Фильм задуман Михаилом Швейцером и Софьей Милькиной
- Автор сценария, режиссёр, художник и аниматор — Алексей Дёмин
- Автор и исполнитель песни — Софья Милькина
- Музыка — Софьи Милькиной и Юрия Прялкина
- Операторы: Георгий Криницкий, Дмитрий Козыренко
- Звукорежиссёры: Николай Смирнов, Юлий Ягудин
- Монтажёры: Надежда Трещёва, Владимир Потамошнев
- Административная группа: Ольга Куренкова, Елена Орлова, Александр Жулепов
- Продюсеры: Дмитрий Юрков, Мария Соловьёва
- Съёмочная группа выражает благодарность за помощь Виктории Швейцер, Юрию Норштейну, Иосифу Боярскому и Елене Подольской
- Создатели приведены по титрам мультфильма.

## История создания
В основе мультипликационного фильма «Кошки под дождём» лежит песенка о дружбе одинокой старушки и кошек, которую много лет назад написала София Милькина — жена и коллега кинорежиссёра Михаила Швейцера. Однажды Швейцер с супругой отдыхали в Воронеже. Там они и увидели будущую героиню мультфильма: местная старушка, вечно окруженная стаей кошек, ловила рыбу, судя по всему, именно для своих питомцев.
Спустя какое-то время супруги вспомнили эту старушку, и Милькина посвятила ей весёлую песенку. В 1985 году песня была записана на магнитофон: спели её всей семьей — солировала Софья Абрамовна, дети подпевали, а Швейцер исполнил роль одного из котов. В те же годы они познакомились с режиссёром-аниматором Юрием Норштейном. Идея фильма на песенку про старушку родилась сама собой. Сначала это были просто разговоры, затем они переросли в подробные обсуждения, Норштейн даже нашёл молодую талантливую художницу, которая приступила к созданию рисованных образов. Но работа продвигалась крайне медленно, а потом и вовсе застопорилась.
В 1997 году София Милькина умерла. Михаил Швейцер решил вновь вернуться к фильму о старушке. Юрий Норштейн был занят съёмками. Тогда за дело взялся Алексей Дёмин. «Соня Милькина рисовала кошек с утра до ночи, — рассказал в интервью НТВ.RU Алексей Дёмин. — Я просмотрел все эти рисунки, и, как мне кажется, по настроению они очень близки к моему фильму. Может быть, когда-нибудь я смогу их „оживить“».
Из-за скудного финансирования процесс создания фильма затянулся более чем на два года. Фактически режиссёр работал один. Фильм был закончен 8 февраля 2001 года. В 12 часов ночи Алексей Дёмин вышел из студии, а уже в 11 утра 9 февраля он выехал на фестиваль в Тарусу, где мультипликационный фильм «Кошки под дождём» стал настоящим событием. Режиссёр получил несколько призов, в том числе — «За самый человечный фильм».
Михаил Швейцер этот мультфильм так и не увидел, умерев за год до окончания работы над ним.

## Сюжет
В домике на окраине живёт одинокая старушка в окружении котов. В дождливый день старушка отправляется на рыбалку. За ней приходят коты, которые, устроившись на берегу, ждут угощения. Но вдруг клюет крупный сом и старушка, не удержавшись, падает в речку. Коты приходят на помощь и спасают старушку. Дома все дружно отмечают спасение старушки, и котам достается обильное угощение.

## Призы и премии
- 2001 — Открытый российский фестиваль анимационного кино в Тарусе (Приз жюри за самый человечный фильм — Алексей Дёмин)[3]
- 2001 — КФ детского анимационного кино «Золотая рыбка» (Специальный приз международного жюри и диплом детского жюри — Алексей Дёмин)
- 2001 — МКФ «КРОК» (Приз жюри и диплом за лучший фильм в категории «От 5 до 10 минут» — Алексей Дёмин)[4]
- 2001 — МКФ «Послание к человеку» (Диплом жюри — Алексей Дёмин)
- 2002 — Премия «Золотой орёл» (За лучший анимационный фильм — Алексей Дёмин)
- 2002 — Премия «Ника» (За лучший анимационный фильм — Алексей Дёмин)